# Лозуватка (Онуфріївська селищна громада)
Лозува́тка — село в Україні, в Онуфріївській селищній громаді Олександрійського району Кіровоградської області. Населення становить 39 осіб. 

## Історія
Село Лозуватка виникло в результаті злиття двох населених пунктів. Верхня Лозуватка була заснована у 1780-х роках поручиком Максимом Костянтиновичем Турунжею.
Нижня Лозуватка (Байцурівка) заснована у 1780-х рр. титулярним радником Матвієм Григоровичем Байцуровим. Назва походить від розташування в балці Лозуватій..

## Населення
Згідно з переписом УРСР 1989 року чисельність наявного населення села становила 62 особи, з яких 28 чоловіків та 34 жінки.
За переписом населення України 2001 року в селі мешкало 39 осіб.

### Мова
Розподіл населення за рідною мовою за даними перепису 2001 року:
| Мова       | Чисельність | Відсоток |
| ---------- | ----------- | -------- |
| українська | 37          | 94,88%   |
| російська  | 1           | 2,56%    |
| білоруська | 1           | 2,56%    |
| Усього     | 39          | 100%     |